# Grace Roe
Pour les articles homonymes, voir Roe.
Grace Roe (1885-1979) est une suffragette britannique. Elle est chef des opérations des suffragettes pour la Women's Social and Political Union. Elle est libérée de prison après le déclenchement de la Première Guerre mondiale en raison d'une amnistie négociée avec le gouvernement.

## Jeunesse
Roe a été décrite comme irlandaise, mais elle est née en 1885 et élevée par une famille aisée à Londres. Elle fait ses études à Bedales School, un pensionnat progressiste mixte, avant de fréquenter une école d'art.

## Activité de suffragette
Roe a rappelé plus tard que dès l'âge de six ans, elle s'intéressait aux droits des femmes. Elle dit qu'elle a rencontré la première suffragette qui marquait « Votes for Women » sur le trottoir avec les détails d'une réunion alors qu'elle fait ses courses à Londres. Elle est impressionnée par Lucy Burns venant d'Amérique pour se battre pour cette cause, encourant l'emprisonnement.
On lui a dit que les suffragettes étaient « sans vergogne », alors elle résiste à l'adhésion à la Women's Social and Political Union (WSPU) malgré la forte impression ressentie à l'écoute de la figure majestueuse d'Emmeline Pankhurst et de sa fille Christabel lorsqu'elle les a entendues parler en 1908. Plus tard cette même année, elle entend Emmeline Pethick-Lawrence parler et, étant donné qu'elle est financièrement indépendante, elle choisit de se joindre à la campagne. La suffragiste Mary Blathwayt indique dans son journal intime que Christabel Pankhurst a entretenu une liaison amoureuse avec Grace Roe.
Grace Roe est remplacée en 1910 en tant qu'organisatrice de la branche de Brixton de la WSPU par Helen Millar Craggs. Elle est envoyée à Ipswich et en environ 40 jours, elle réorganise l'action suffragiste de la ville  qui n'avait jusque-là qu'une seule membre de la WSPU. Elle est basée au 19 Silent Street et elle invite d'autres suffragettes de premier plan comme Marie Brackenbury et Mildred Mansel à venir aider.
En octobre 1912, George Lansbury démissionne de son siège parlementaire pour concourir une élection partielle dans sa circonscription de Bow et Bromley sur la question spécifique du suffrage féminin. Roe est envoyée par la WSPU pour mener sa campagne. Elle perd contre son adversaire conservateur, qui fait campagne sur le slogan « Pas de gouvernement de jupon » ("No Petticoat Government"). Sylvia Pankhurst critique ensuite la campagne de Roe, mais le député travailliste Will Thorne (en) estime qu'aucune circonscription ne pourrait jamais être gagnée sur la seule question des votes pour les femmes.
Roe est choisie comme adjointe d'Annie Kenney afin qu'elle puisse prendre le relais si nécessaire ; finalement Kenney est arrêtée et Roe prend la relève.
La WSPU décerne à Roe une Hunger Strike Medal « pour sa vaillance » et une broche Holloway.
Lorsque la guerre éclate en 1914, Roe est en prison; elle est libérée dans le cadre de l'accord conclu par la WSPU avec le gouvernement. La WSPU accepte de cesser toute perturbation militante et en échange, le gouvernement libère toutes les suffragettes et paye pour que la WSPU organise une célébration à l'appui de l'effort de guerre.

## Première Guerre mondiale
Pendant la guerre en 1915, Roe accompagne Emmeline Pankhurst, Flora Drummond, Norah Elam et Annie Kenney dans les Galles du Sud, les Midlands et Clydeside lors d'une tournée de recrutement et de conférences pour encourager les syndicats à soutenir l'effort de guerre.

## Postérité
Roe est interviewée deux fois pour la BBC concernant son rôle dans la lutte pour le droit de vote. Une couverture de Radio Times la représente portant sa broche Holloway lors d'une réunion avec Leonora Cohen.